# نظرية التشعب
التشعب في الرياضيات (بالإنجليزية: bifurcation)‏ هي التغير النوعي في سلوك نظام ديناميكي ما نتيجة تغيير أحد معاملاته. مثال فيزيائي على هذا السلوك مثلا، عندما تضغط على قطعة خشبية في منتصفها، وتعتبر القوة التي تضغط بها هي المعامل، فترى أن الخشبة تتقوس ويتغير شكلها إلى أن تصل القوة إلى قيمة معينة تسمى قيمة التشعب، فيتغير عندها سلوك الخشبة وتتكسر. تسمى النقطة التي يظهر فيها هذا السلوك، أي في مثالنا نقطة تكسر الخشبة، تسمى نقطة التشعب، ويتم عادة رسم هذا السلوك في مخطط يسمى مخطط التشعب [الإنجليزية]. توجد العديد من أنواع التشعب أهمها:
- تشعب السرج والعقدة (saddel-node).
- تشعب حرج متعدي (transcritical).
- تشعب المذراة (pitchfork).
- تشعب هوبف (Hopf bifurcation).

إذا اعتبرنا المعادلة التفاضلية التالية:

{\displaystyle {\dot {x}}=f(x,\mu )}

فإن النقطة التي يحدث فيها تغير نوعي في سلوك هذا النظام الديناميكي، أو ما يعبر عنه رياضيا بمصطلح نقطة التشعب، هي أولا نقطة توازن، أي: {\displaystyle f({\bar {x}},\mu )=0}، وثانيا هي نقطة يصير فيها تخطيط النظام، أي مصفوفة جاكوبي التابعة له، تساوي صفرا في حالة نظام ذي بُعد واحد ({\displaystyle x\in \mathbb {R} })، أو تحتوي على قيمة ذاتية ذات جزء حقيقي يساوي صفرا في حالة نظام ذي بُعد يساوي 2. ({\displaystyle x\in \mathbb {R} ^{2}}).
رياضياتيا، في حالة نظام ذي بعد واحد، {\displaystyle {\bar {x}}} نقطة تشعب إذا حققت ما يلي:

{\displaystyle f({\bar {x}})=0}

و

{\displaystyle {\frac {\partial f}{\partial x}}({\bar {x}})=0}
إذا لم توجد مثل هذه النقطة أو النقاط فالنظام إذا لا يحتوي على تشعب.

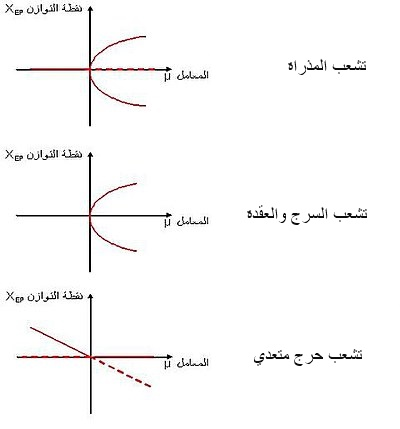
مخطط التشعب هو رسم لنقاط التوازن أو الاستقرار التي يحتلها النظام حسب قيمة المعامل.

## التشعب فيR{\displaystyle \mathbb {R} }
يمكن اعتبار التشعبات التالية أهم أنواع التشعبات في {\displaystyle \mathbb {R} } :
- تشعب السرج والعقدة.
- تشعب حرج متعدي.
- تشعب المذراة.

### تشعب السرج والعقدة
يكون الشكل العام لمعادلة تشعب السرج والعقدة كالآتي:
{\displaystyle {\dot {x}}=\mu -x^{2}+...+hot}

hot = Higher Order Terms
نقول أن النظام:
{\displaystyle {\dot {x}}=f(x,\mu )}

بحيث

{\displaystyle f(x_{0},\mu _{0})=0}

و

{\displaystyle {\dfrac {\partial f}{\partial x}}(x_{0},\mu _{0})=0}

يحتوي على تشعب السرج والعقدة إذا توفر الشرطان التاليان:

{\displaystyle {\dfrac {\partial f}{\partial \mu }}(x_{0},\mu _{0})\neq 0}
{\displaystyle {\dfrac {\partial ^{2}f}{\partial x^{2}}}(x_{0},\mu _{0})\neq 0}

### تشعب حرج متعدي
يكون الشكل العام لمعادلة التشعب الحرج المتعدي كالآتي:
{\displaystyle {\dot {x}}=\mu x-x^{2}+...+hot}
نقول أن النظام:
{\displaystyle {\dot {x}}=f(x,\mu )}

حيث

{\displaystyle f(x_{0},\mu _{0})=0}

و

{\displaystyle {\dfrac {\partial f}{\partial x}}(x_{0},\mu _{0})=0}

يحتوي على تشعب متعدي حرج إذا توفرت الشروط التالية:

{\displaystyle {\dfrac {\partial f}{\partial \mu }}(x_{0},\mu _{0})=0}
{\displaystyle {\dfrac {\partial ^{2}f}{\partial x^{2}}}(x_{0},\mu _{0})\neq 0}

{\displaystyle {\dfrac {\partial ^{2}f}{\partial x\partial \mu }}(x_{0},\mu _{0})\neq 0}

### تشعب المذراة
يكون الشكل العام لمعادلة تشعب المذراة كالآتي:
{\displaystyle {\dot {x}}=\mu x-x^{3}+...+hot}
نقول أن النظام:
{\displaystyle {\dot {x}}=f(x,\mu )}

حيث

{\displaystyle f(x_{0},\mu _{0})=0}

و

{\displaystyle {\dfrac {\partial f}{\partial x}}(x_{0},\mu _{0})=0}

يحتوي على تشعب المذراة إذا توفرت الشروط التالية:

{\displaystyle {\dfrac {\partial f}{\partial \mu }}(x_{0},\mu _{0})=0}
{\displaystyle {\dfrac {\partial ^{2}f}{\partial x^{2}}}(x_{0},\mu _{0})=0}

{\displaystyle {\dfrac {\partial ^{2}f}{\partial x\partial \mu }}(x_{0},\mu _{0})\neq 0}

{\displaystyle {\dfrac {\partial ^{3}f}{\partial x^{3}}}(x_{0},\mu _{0})\neq 0}

## التشعب فيR2{\displaystyle \mathbb {R} ^{2}}:

### تشعب هوبف
يحدث تشعب هوبف عندما يتم إنشاء مدار دوري a periodic orbit مع تغير استقرار نقطة التوازن.
إذا اعتبرنا المعادلة التالية:
{\displaystyle {\dot {x_{1}}}=f_{1}(x_{1},x_{2},\mu )}
{\displaystyle {\dot {x_{2}}}=f_{2}(x_{1},x_{2},\mu )}
حيث
{\displaystyle f_{1}=f_{2}=0}
و
{\displaystyle f_{x}|_{0}={\begin{pmatrix}0&-\omega \\\omega &0\end{pmatrix}}}

## التشعب فيRn{\displaystyle R^{n}}
تعتبر دراسة التشعبات في ال {\displaystyle R^{n}} أصعب من الحالات المذكورة أعلاه إلا أنه إذا في بعض الحالات يمكن إرجاع نظام ما ينتمي إلى {\displaystyle R^{n}} إلى نظام ينتمي إلى {\displaystyle R^{1}} أو {\displaystyle R^{2}} باستعمال نظرية متعدد الفروع الوسطي center manifold theory حيث يمكن اختزال النظام المعقد في نظام ذا أبعاد أصغر ومن ثم دراسة التشعب على متعدد الفروع الوسطي center manifold
. أي باختصار، إرجاع هذه الحالة إلى الحالات المذكورة أعلاه.